# Bukovec Zelinski
Bukovec Zelinski is een plaats in de gemeente Sveti Ivan Zelina in de Kroatische provincie Zagreb. De plaats telt 425 inwoners (2001).